# Pseudopanthera viridimaculata
Pseudopanthera viridimaculata là một loài bướm đêm trong họ Geometridae.